# أسرار مقابر سقارة
أسرار مقابر سقارة (بالإنجليزية: Secrets of the Saqqara Tomb)‏ هو فيلم وثائقي بريطاني من إنتاج عام 2020. الفيلم من إخراج جيمس توفيل. يتتبع الفيلم فريقًا من علماء الآثار المصريين الذين اكتشفوا مقبرة من القرن الخامس والعشرين قبل الميلاد في مقابر سقارة، خارج القاهرة، والتي لم تمس منذ 4400 عام.
الفيلم من إنتاج شركة At Land Productions و Lion Television.

## الملخص
اكْتشَفَ فريق من علماء الآثار المحليين بقيادة عالم المصريات محمد محمد يوسف، الممرات والأعمدة والمقابر التي لم يسبق استكشافها من قبل، وهي واحدة من أهم الاكتشافات المصرية القديمة التي عثر عليها في مقابر سقارة. يعتبر القبر أحد أهم الاكتشافات منذ ما يقرب من خمسين عامًا ، وهي مقبرة واح تي، وهو كاهن رفيع المستوى عاش في عهد الأسرة الخامسة في مصر، هو وعائلته. عثر الفريق أثناء الحفر على العديد من القطع الأثرية بما في ذلك الممتلكات الشخصية والتماثيل ومومياء رئيس الكهنة وعائلته بالإضافة إلى شبل أسد محنط.

## الإصدار
عرض الفيلم على منصة نتفليكس في 28 أكتوبر 2020.

## الروابط الخارجية
أسرار مقابر سقارة  في قاعدة بيانات الأفلام على الإنترنت (بالإنجليزية)